# 黄耕夫
黄耕夫（1909年12月—2000年12月6日），原名黄昂，字季臧，浙江省平阳县凤卧湾（今凤卧镇凤安村）人。中华人民共和国政治人物。

## 生平

### 中华民国
1933年，毕业于北京中国大学法律专科。1936年秋，在浙南家乡参加革命，同年11月加入中国共产党。1936年底，国民党对浙南游击根据地发动清剿，企图在六个月内消灭红军挺进师和游击队，因此闽浙边临时省委组建白区工作团，秘密进入温州城区。黄耕夫参加了白区工作团，同黄先河、周饮冰等在温州开展民运。1937年3月，中国共产党浙南特别委员会派往上海学习的吴毓受中共中央上海办事处的委托，带回中共中央给闽浙边临时省委的电文。由于浙江省委书记刘英在平阳北港的游击区受到国军严密封锁，无法取得联系，吴毓遂在温州与白区工作团商定，以闽浙边临时省委和抗日红军闽浙军区司令部的名义，向国民党浙江军政地方当局发出“快邮代电”，建议和平谈判。5月，浙江国共两党代表在平阳山门和鳌江举行谈判，但谈判最终破裂。七七事变后，闽浙边临时省委再次向国民党闽浙赣皖四省边区主任刘建绪提出合作主张。8月24日在温州重开谈判，中共闽浙边临时省委派和谈代表吴毓、黄耕夫与刘建绪一方的代表邓切等进行了第二次国共谈判，并最终达成了和谈协议，标志着浙江省第二次国共合作的开始。
同年8月，黄耕夫任闽浙边临时省委统战秘书，从事统战工作。1938年1月，临时省委在平阳山门创办抗日救亡干部学校，红军挺进师师长闽浙边军区司令员栗裕任校长、黄先河任副校长，黄耕夫出任教务长。同年3月，栗裕率闽浙边抗日游击总队开赴皖南抗日前线后，时兼中共平阳县委宣传部长的黄耕夫被省委任命为新四军驻闽浙边后方留守处主任。1939年6月，黄耕夫赴延安，在中央党校学习。1941年2月在延安任中央组织部干部科干事、中央党务研究室助理研究员。延安整风后，在中央社会部从事保卫工作。1945年11月，奔赴东北（1946年3月初抵达）。1946年4月28日，解放军攻占哈尔滨，他出任中共哈尔滨市委社会部三科科长，之后升任公安分局长、市公安局副局长、市委委员、市委社会部副部长，负责逮捕潜伏在哈尔滨的日本特务机关与满洲国特务，并参与破获李兆麟将军被害案、逮捕国军中将姜鹏飞、挫败军统滨江组。

### 中华人民共和国
1949年12月，黄耕夫抵达南京，任南京市公安局副局长兼南京检察署检察长，并主持破获了1950年9月3日的埃及驻华大使馆被劫案。1953年1月，调任中央公安部三局副局长、局长、部党组成员，负责处理中华人民共和国建国初期各地治安情况。1958年反右斗争后，黄耕夫调任中共哈尔滨医科大学党委第一书记。1964年8月，任上海机械学院（现上海理工大学）党委书记兼院长。1977年1月，出任同济大学党委书记（至1980年1月）。
1980年8月，他到上海市人大常委会工作，任上海市第七、八届人大常委会委员、市人大法制委员会副主任。1985年12月离休。2000年12月6日，在上海逝世，享年92岁。